# August von Schoenaich-Carolath
August Bernhard Heinrich Prinz von Schoenaich-Carolath (* 20. August 1822 in Saabor, Niederschlesien; † 16. Oktober 1899 in Potsdam) war ein preußischer Bergbauingenieur, zuletzt Berghauptmann und Direktor des Oberbergamtes Dortmund. Er stammt aus der Adelsfamilie Schoenaich-Carolath.

## Herkunft und Familie
Prinz August von Schoenaich-Carolath wurde als dritter Sohn des Prinzen Friedrich Wilhelm Carl von Schoenaich-Carolath, Königlich Preußischen Majors und Landrates des Kreises Grünberg in Schlesien, (1790–1859) und der Karoline Prinzessin Reuß-Schleiz-Köstritz (1820–1878) geboren. Prinz August Schoenaich-Carolath heiratete am 29. Juli 1857 in Coesfeld Emma Prinzessin zu Salm-Horstmar (* 13. Dezember 1823 in Coesfeld; † 19. Mai 1898 in Potsdam) Tochter des Friedrich Fürsten zu Salm-Horstmar, Wild- und Rheingrafen, und der Elisabeth Gräfin zu Solms-Rödelheim und Assenheim.
Das Ehepaar hatte einen Sohn, den am 16. April 1858 in Tarnowitz geborenen und am 22. Juni 1941 in Oeynhausen gestorbenen Prinzen Ferdinand Friedrich Otto Heinrich Karl Eduard Martin, der Kgl. Preußischer Geheimer Regierungsrat und Hauptmann der Landwehr a. D. war.

## Berufsleben
August Schoenaich-Carolath erlangte am 23. September 1841 das Reifezeugnis auf dem Cöllnischen Gymnasium in Berlin, wurde am 6. März 1842 als Bergbaubeflissener angenommen und fuhr dann auf Gruben im Waldenburger Revier an, besuchte gleichzeitig die Bergschule Waldenburger Bergschule und wurde nach dem sogenannten Probejahr am 10. November 1843 zum Bergwerksexpectanten ernannt.
Seine akademische Ausbildung erwarb er sich in Berlin, wo er gleichzeitig in der Garde - Pionier - Abteilung seiner Militärpflicht genügte, und an der Bergakademie in Freiberg / Sachsen. Am 26. Oktober 1850 legte er sei Referendarexamen ab, am 14. Dezember 1850 wurde er zum Bergreferendar ernannt und beim Bergamt in Tarnowitz und kurze Zeit beim Oberbergamt in Dortmund beschäftigt. Am 4. Februar 1853 erfolgte seine Bestallung zum Bergmeister beim Bergamt Tarnowitz und die Übertragung des Zweiten Steinkohlen - Bergmeisterei - Reviers in Zabrze, das er vorher bereits ein Jahr lang stellvertretend verwaltet hatte. Am 24. Dezember 1856 bestand er das Bergassessoren-Examen und wurde zum Bergassessor ernannt. Durch „Allerhöchste Kabinetts-Ordre“ vom 16. März 1857 wurde ihm die Stelle des Direktors des Bergamtes Tarnowitz verliehen. Im Jahre 1860 wurde er zum Oberbergrat ernannt und mit der Leitung des Bergamtes in Halle an der Saale betraut. Das Jahr 1863 sah ihn im Ministerium für Handel, Gewerbe und öffentliche Arbeiten in Berlin, wo er als sog. Hilfsarbeiter tätig war. Am 14. Juni 1863 erfolgte seine Bestallung zum Berghauptmann und zum Direktor des Oberbergamtes Dortmund. Diese Stellungen behielt er bis zum 30. Juni 1888, also vierundzwanzig Jahre, inne. Durch ein rheumatisches Leiden war er gezwungen, in Pension zu gehen. Er lebte bis zu seinem Tode in Potsdam.

## Leistungen
Das langjährige Wirken des August Schoenaich-Carolath an der Spitze des Oberbergamtes Dortmund war für den Bergbau im Ruhrgebiet von großer Bedeutung. An dem großen Aufschwung, den der Bergbau in den Jahren seiner Tätigkeit zwischen 1864 und 1888 dort nahm, war August Schoenaich durch unermüdlichen Arbeitseifer, persönliche Anregung und wohlwollende Förderung unmittelbar beteiligt.
August Schoenaich-Carolath war Mitglied der Deutschen Geologischen Gesellschaft und Begründer der Deutschen Bergmannstage und des Vereins der Technischen Bergbeamten im Oberbergamtsbezirk Dortmund.

## Auszeichnungen
- Kgl.-Preußischer Roter-Adler-Orden IV. Klasse, 1859
- Kgl.-Preußischer Roter-Adler-Orden III. Klasse mit der Schleife, 1866
- Kriegsdenkmünze 1870/1871 für Nichtcombattanten, 1871
- Kgl.-Preußischer Kronen-Orden III. Klasse mit dem Johanniterkreuz am weißen Bande, 1872
- Kgl.-Preußische Landwehr-Dienstauszeichnung I. Klasse, 1873
- Kgl.-Preußischer Roter-Adler-Orden II. Klasse mit Eichenlaub, 1877
- Kgl.-Preußischer Kronen-Orden II. Klasse mit Schwertern am Ringe, 1883
- Kgl.-Preußischer Kronen-Orden II. Klasse mit dem Stern